# 平肢华南溪蟹
平肢华南溪蟹（学名：Huananpotamon planopodum）为溪蟹科华南溪蟹属的动物。在中国大陆，分布于福建等地，一般栖息于海拔约600-700 米左右的山涧溪流石块下、泥沙间，山溪周围植被茂密。